# 2017-es Formula–E Mexikóváros nagydíj
A 2017-es Mexikóváros nagydíjat április 1-én, a 2016–2017-es Formula–E bajnokság negyedik futamaként rendezték. A pole-pozíciót Oliver Turvey szerezte meg, a futamot pedig Lucas di Grassi nyerte meg.

## Időmérő
| Helyezés | Rajtszám | Versenyző              | Csapat            | Idő      | Hátrány | Rajthely |
| -------- | -------- | ---------------------- | ----------------- | -------- | ------- | -------- |
| 1        | 88       | Oliver Turvey          | NextEV NIO        | 1:02.867 | —       | 1        |
| 2        | 5        | Maro Engel             | Venturi           | 1:03.045 | +0.178  | 12       |
| 3        | 37       | José María López       | Virgin-Citröen    | 1:03.072 | +0.205  | 2        |
| 4        | 25       | Jean-Éric Vergne       | Techeetah-Renault | 1:03.202 | +0.335  | 3        |
| 5        | 23       | Nick Heidfeld          | Mahindra          | 1:03.022 | +0.155  | 4        |
| 6        | 2        | Sam Bird               | Virgin-Citröen    | 1:03.099 | +0.232  | 5        |
| 7        | 28       | António Félix da Costa | Andretti-BMW      | 1:03.363 | +0.496  | 6        |
| 8        | 9        | Sébastien Buemi        | e.dams-Renault    | 1:03.402 | +0.535  | 7        |
| 9        | 19       | Felix Rosenqvist       | Mahindra          | 1:03.425 | +0.548  | 8        |
| 10       | 4        | Stéphane Sarrazin      | Venturi           | 1:03.491 | +0.624  | 17       |
| 11       | 33       | Esteban Gutiérrez      | Techeetah-Renault | 1:03.509 | +0.642  | 9        |
| 12       | 47       | Adam Carroll           | Jaguar            | 1:03.553 | +0.676  | 10       |
| 13       | 20       | Mitch Evans            | Jaguar            | 1:03.563 | +0.686  | 11       |
| 14       | 8        | Nicolas Prost          | e.dams-Renault    | 1:03.589 | +0.722  | 13       |
| 15       | 27       | Robin Frijns           | Andretti-BMW      | 1:03.688 | +0.821  | 14       |
| 16       | 11       | Lucas di Grassi        | Audi Sport ABT    | 1:03.690 | +0.823  | 15       |
| 17       | 3        | Nelson Piquet Jr.      | NextEV NIO        | 1:04.082 | +1.285  | 16       |
| 18       | 6        | Loïc Duval             | Dragon-Penske     | 1:11.575 | +8.718  | 20       |
| 19       | 66       | Daniel Abt             | Audi Sport ABT    | —        | —       | 18       |
| 20       | 7        | Jérôme d’Ambrosio      | Dragon-Penske     | —        | —       | 19       |

## Futam
| Helyezés | Rajtszám | Versenyző              | Csapat            | Kör | Idő/Kiesés oka | Rajthely | Pont |
| -------- | -------- | ---------------------- | ----------------- | --- | -------------- | -------- | ---- |
| 1        | 11       | Lucas di Grassi        | Audi Sport ABT    | 45  | 56'27.535      | 15       | 25   |
| 2        | 25       | Jean-Éric Vergne       | Techeetah-Renault | 45  | +1.966         | 3        | 18   |
| 3        | 2        | Sam Bird               | Virgin-Citröen    | 45  | +7.480         | 5        | 15   |
| 4        | 20       | Mitch Evans            | Jaguar            | 45  | +9.770         | 11       | 12   |
| 5        | 8        | Nicolas Prost          | e.dams-Renault    | 45  | +9.956         | 13       | 10   |
| 6        | 37       | José María López       | Virgin-Citröen    | 45  | +10.631        | 2        | 8    |
| 7        | 66       | Daniel Abt             | Audi Sport ABT    | 45  | +11.694        | 18       | 6    |
| 8        | 47       | Adam Carroll           | Jaguar            | 45  | +13.722        | 10       | 4    |
| 9        | 3        | Nelson Piquet Jr.      | NextEV NIO        | 45  | +14.156        | 16       | 2    |
| 10       | 33       | Esteban Gutiérrez      | Techeetah-Renault | 45  | +15.717        | 9        | 1    |
| 11       | 27       | Robin Frijns           | Andretti-BMW      | 45  | +21.459        | 14       |      |
| 12       | 23       | Nick Heidfeld          | Mahindra          | 45  | +27.232        | 4        |      |
| 13       | 7        | Jérôme d’Ambrosio      | Dragon-Penske     | 45  | +1.01.365      | 19       |      |
| 14[a]    | 9        | Sébastien Buemi        | e.dams-Renault    | 45  | +1.09.646      | 7        | 1    |
| 15       | 4        | Stéphane Sarrazin      | Venturi           | 44  | +1 kör         | 17       |      |
| 16       | 19       | Felix Rosenqvist       | Mahindra          | 43  | +2 kör         | 8        |      |
| Ki       | 5        | Maro Engel             | Venturi           | 38  | Erő            | 12       |      |
| Ki       | 28       | António Félix da Costa | Andretti-BMW      | 32  | Váltó          | 6        |      |
| Ki       | 6        | Loïc Duval             | Dragon-Penske     | 25  | Töltés         | 20       |      |
| Ki[a]    | 88       | Oliver Turvey          | NextEV NIO        | 12  | Töltés         | 1        | 3    |

Megjegyzés:
- ↑ a:  - +3 pont a pole-pozícióért
- ↑ b:  - +1 pont a leggyorsabb körért

## A világbajnokság állása a verseny után
(Teljes táblázat)
| H  | Versenyzők       | Pont | H  | Konstruktőrök     | Pont |
| -- | ---------------- | ---- | -- | ----------------- | ---- |
| 1. | Sébastien Buemi  | 76   | 1. | e.Dams-Renault    | 122  |
| 2. | Lucas di Grassi  | 71   | 2. | Audi Sport ABT    | 91   |
| 3. | Nicolas Prost    | 46   | 3. | Virgin-Citröen    | 43   |
| 4. | Jean-Éric Vergne | 40   | 4. | Techeetah-Renault | 41   |
| 5. | Sam Bird         | 33   | 5. | Mahindra          | 37   |

- Jegyzet: Csak az első 5 helyezett van feltüntetve mindkét táblázatban.